# Ульянченко Олександр Вікторович
Ульянченко Олександр Вікторович (нар. 14 жовтня 1954) - відомий вчений, автор наукових та навчально-методичних робіт з інформаційних систем у менеджменті,  член-кореспондент НААН України, професор, доктор економічних наук, ректор Харківського національного аграрного університету ім. В. В. Докучаєва.

## Біографія
Олександр Вікторович народився 14 жовтня 1954 року у м. Харків.
У 1972 році закінчив Покотилівську середню школу № 1.
У 1977 році з відзнакою закінчив Харківський сільськогосподарський інститут ім. В. В. Докучаєва.
З березня 1977 року працював на посадах молодшого наукового співробітника, старшого наукового співробітника, асистента кафедри організації сільськогосподарського виробництва у Харківському сільськогосподарському інституті ім. В. В. Докучаєва.
З 1980 по 1983 роки навчання в очній аспірантурі Всесоюзного науково-дослідного інституту економіки сільського господарства.
У 1983 році захистив кандидатську дисертацію на тему: «Удосконалення системи управління обласного АПК на основі галузевого та територіального принципів».
З 1983 по 2012 роки працював в Харківському національному аграрному університеті ім. В. В. Докучаєва: асистент (1983-1984); старший викладач (1984-1986); доцент (1986-1994); завідувач кафедри економічної кібербезпеки (1994-2005).
У 1986 році одержав вчене звання доцента.
З 1997 по 2001 роки помічник проректора університету з навчально-виховної роботи.
З 2001 по 2002 роки проректор університету з виховної роботи та комп'ютерних технологій.
З 2002 по 2005 роки декан економічного факультету.
У 2003 році присвоєно вчене звання професора.
З 2005 по 2007 роки докторант.
З 2007 по 2012 роки завідувач кафедри виробничого менеджменту та агробізнесу.
У 2008 році захистив докторську дисертацію на тему: «Управління ресурсним потенціалом в аграрному секторі».
У 2012 році завідувач відділу економіки та стратегії розвитку виробничого продукції тваринництва Інституту тваринництва НААН України; за сумісництвом завідувач кафедри виробничого менеджменту та агробізнесу Харківського національного аграрного університету ім. В. В. Докучаєва.
У 2013 році член-кореспондент Національної академії аграрних наук України.
З 2017 по 2021 роки ректор Харківського національного аграрного університету ім. В. В. Докучаєва.

## Праці
Наукові інтереси: підвищення ефективності управління агроресурсами в умовах реформування відносин власності та форм господарювання, застосування математичних методів, моделей та інформаційних технологій в економіці.
Підготував 180 спеціалістів і магістрів, 31 кандидата та 2 доктори економічних наук.

## Відзнаки та нагороди
- медаль «За трудову відзнаку» (1976);
- знак «Відмінник аграрної освіти та науки» ІІІ ступеня (2001);
- знак «Відмінник аграрної освіти та науки» ІІ  ступеня (2004);
- знак «Відмінник аграрної освіти та науки» І ступеня (2006);
- трудова відзнака «Знак Пошани» (2009);
- орден «Зірка Пошани» (2014);
- медаль «За відданість справі» (2014).